# Vụ nổ nhà máy hóa chất Hưởng Thủy 2019
| [Bản đồ tương tác toàn màn hình]           |                                                               |
| Vị trí xảy ra sự cố ở Giang Tô, Trung Quốc |                                                               |
|                                            | Biểu đồ hiện đang tạm thời không khả dụng do vấn đề kĩ thuật. |

Vụ nổ nhà máy hóa chất Hưởng Thủy 2019 Xảy ra vào ngày 21 tháng 3 năm 2019, một vụ nổ lớn đã xảy ra tại một nhà máy hóa chất ở trấn Trần Gia Cảng, quận Hưởng Thủy, Diêm Thành, Giang Tô, Trung Quốc. Tổng cộng có 78 người thiệt mạng và 640 người bị thương.

## Miêu tả

### Bối cảnh
Cơ sở này nằm trong khu công nghiệp của Diêm Thành, được Công ty Hóa chất Thiên Gia Nghi điều hành, sản xuất phân bón  và thuốc trừ sâu. Theo The Guardian, nhà máy sản xuất các hóa chất hữu cơ, bao gồm một số hợp chất rất dễ cháy. Tờ South China Morning Post đưa tin rằng Hóa chất Thiên Gia Nghi trước đây đã bị phạt sáu lần vì vi phạm pháp luật về ô nhiễm và quản lý chất thải, China Daily đã thông báo các khoản tiền phạt về các vấn đề an toàn.
Vào ngày 27 tháng 11 năm 2007, một vụ nổ đã xảy ra tại một trong những nhà máy hóa chất ở Khu hóa chất Trần Gia Cảng, với 7 người chết và nhiều người bị thương. Vào ngày 23 tháng 11 năm 2010, hơn ba mươi người đã bị đầu độc do nhà máy thải khí độc. Sáng ngày 10 tháng 2 năm 2011, có tin đồn rò rỉ hóa chất độc hại và các vụ nổ nổi tiếng tiềm tàng trong Khu công nghiệp hóa chất Trần Gia Cảng đã dẫn đến sự hoảng loạn tại các thị trấn Trần Gia Cảng và Song Cảng, gây ra cái chết của bốn người. Vào ngày 18 tháng 5 và ngày 26 tháng 7 năm 2011, đã có những vụ nổ tại các nhà máy địa phương dẫn đến thương vong.

### Vụ nổ
Vụ nổ xảy ra vào thời gian địa phương 14:48  (06:48 GMT). Nó được báo cáo là đã giết chết 64 người, và khiến ít nhất 94 người bị thương nặng, 32 người trong số họ ở tình trạng nguy kịch. Khoảng 640 người cần điều trị tại bệnh viện và được đưa tới 16 bệnh viện. Những người bị thương bao gồm trẻ em tại một trường mẫu giáo địa phương và nhiều người dân khác. CENC phát hiện một trận động đất nhân tạo M L 2.2 có tâm chấn nằm ở 34°19′52″B 119°43′26″Đ / 34,331°B 119,724°Đ.
Lực của vụ nổ gây ra nhiều vụ hỏa hoạn ở Diêm Thành, đánh sập nhiều tòa nhà và phá hủy các cửa sổ cách đó vài km. Vụ cháy được báo cáo đã được khống chế vào lúc 03:00 giờ địa phương. Thiệt hại đáng kể đã gây ra cho các nhà máy và văn phòng gần đó; mái nhà của Nhà máy hóa chất Henglida, cách vụ nổ 3 km, đã bị sập. Ít nhất một trong số những người thiệt mạng đã ở trong một tòa nhà khác bị phá hủy bởi vụ nổ. Các cửa sổ được báo cáo đã bị thổi bay tới 6 km từ vụ nổ, và những ngôi nhà và các tòa nhà khác bị hư hại trong đơn vị hành chính lân cận cấp xã khu bao gồm Hải An (Haianju) (海安社区) và Sa Đãng (沙荡社区).

### Hậu quả
Việc tìm kiếm những người sống sót đang tiếp tục kể từ ngày 23 tháng 3; một người sống sót đã được giải cứu khỏi địa điểm này vào sáng ngày 23 tháng 3, nhưng vẫn còn khoảng 28 người mất tích. Theo văn phòng bảo vệ môi trường Giang Tô, nồng độ benzen, toluene và xylene được giám sát trong khu vực không có gì bất thường, và nồng độ acetone và chloroform bên ngoài khu vực nổ là trong giới hạn bình thường.
Nguyên nhân chính xác của vụ nổ vẫn chưa được biết đến. Không có báo cáo về bất cứ điều gì bất thường tại nhà máy trước vụ nổ. Một công nhân tại nhà máy đã báo cáo nguyên nhân là do hỏa hoạn trong một tàu chở khí đốt tự nhiên lan sang bể chứa benzol, nhưng điều này chưa được xác nhận. 